# Transport ferroviaire en Angola

Réseau ferroviaire de l'Angola (version interactive)
Écartement de 1067 mm
Écartement de 610 mm

L'Angola dispose d'un réseau de chemin de fer composé de lignes isolées les unes des autres, fruit du passé colonial. Longtemps paralysé par la guerre civile, il est aujourd'hui en cours de reconstruction.

## Historique
La première ligne à voir le jour est le Caminho de ferro de Luanda (CFL), entamé dès 1886. Les progrès de la colonisation britannique, en particulier la création de la Rhodésie, l'empêchent d'atteindre son but et ce chemin de fer reste une ligne de pénétration est-ouest. Beaucoup plus ambitieux, le Caminho de ferro de Benguela (CFB) est créé en 1903 par une compagnie privée. Il atteint le Congo en 1928, et devient une véritable ligne transafricaine. Relié aux lignes des autres compagnies, il permet d'atteindre l'océan Indien à Dar es Salam et est également connecté au réseau sud-africain.
Deux autres lignes isolées, établies en voie de 60 centimètres, voient le jour par la suite : le Caminho de ferro de Amboïm et le Caminho de ferro de Moçamedes. En 1963, toutes les lignes existantes appartenant à l'état sont regroupées dans le cadre du Caminho de ferro de Angola (CFA), à l'exception du CFB qui reste indépendant.

## Après l’indépendance

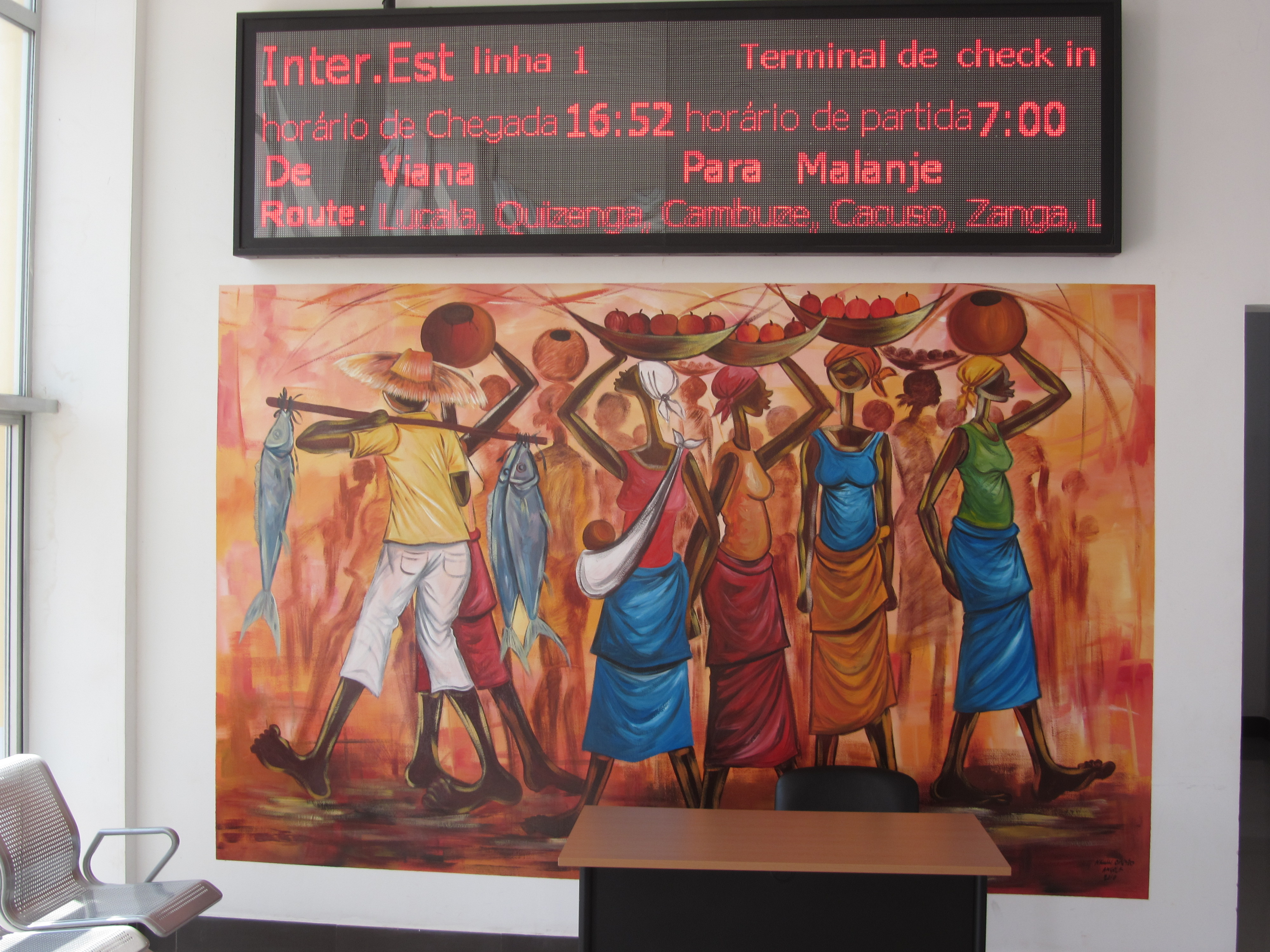
Tableau d'arrivées à Malange un mercredi de 2011.

La situation reste inchangée après l'indépendance, mais le réseau est rapidement paralysé par l'intervention sud-africaine jusqu'à 1990 et la guerre civile qui touche le pays jusqu'à 2002.
Après la paix était instauré en 2002, le pays commençait à réhabiliter les lignes ferroviaires héritées du passée colonial, et a lancé un programme intégral de réformes institutionnelles, intégration technique avec les autres pays de la Communauté de développement d’Afrique australe (SADC)), réhabilitation des lignes anciennes et de leur extensions, et de constructions de lignes nouvelles, inclus avec liaisons ferroviaires avec tous les pays voisins, à savoir la République du Congo (Brazzaville), la République démocratique du Congo, la Zambie et la Namibie, afin de construire un réseau ferroviaire intégral du SADC. 
Le Chemin de fer de Luanda avait repris ses fonctions en janvier 2011, avec le lancement de services voyageurs et de fret entre Luanda et Malanje. En août 2011, un service régulier est rétabli sur le Chemin de fer de Benguela entre la ville portuaire Lobito et Huambo, la deuxième ville du pays. En juillet 2012, un train spécial de voyageurs est allé de Huambo à Kunje, la station ferroviaire de Kuito, capitale de la province de Bié. 

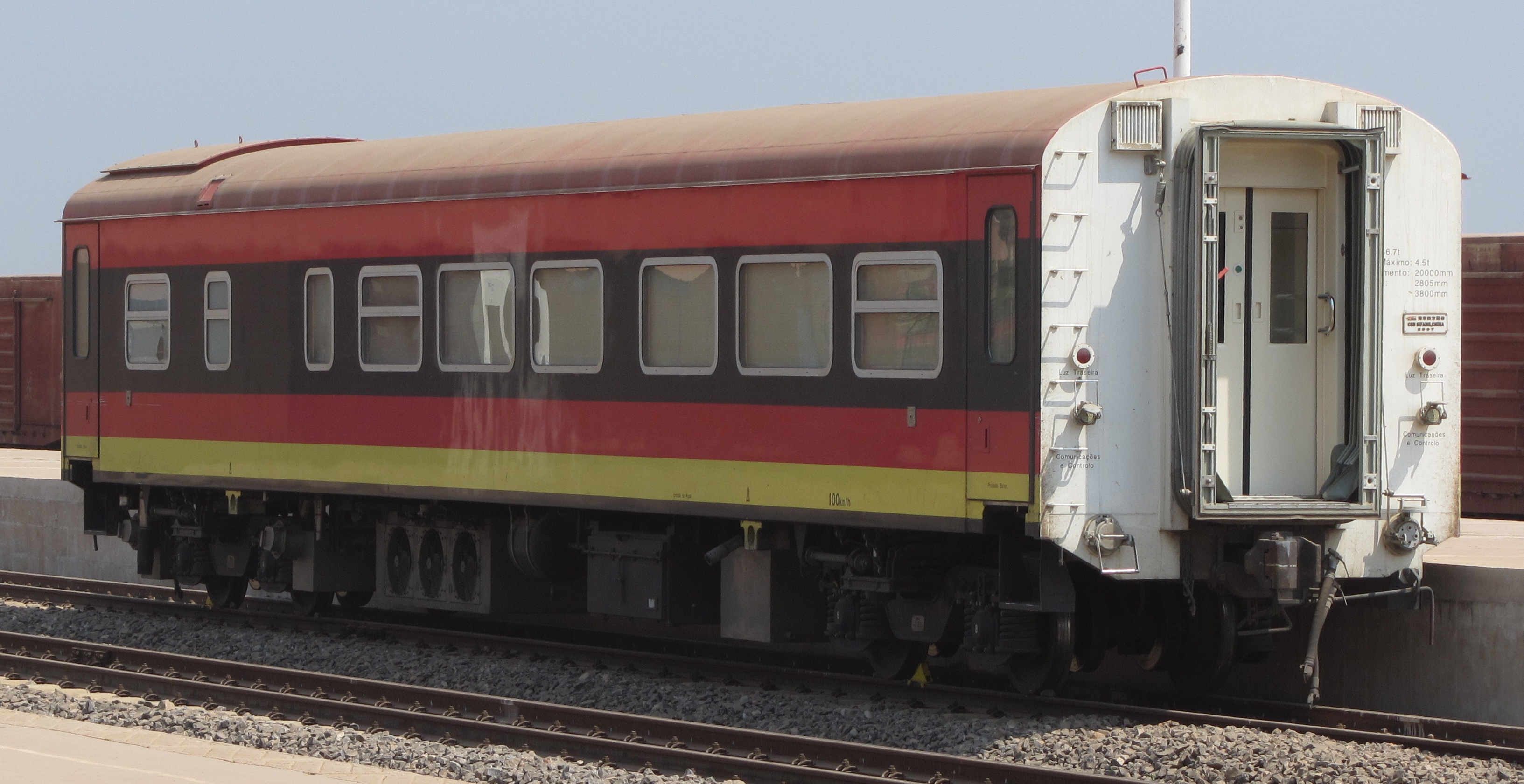
Nouvelle voiture de voyageurs du CFL.

 (mars 2015).